# Вулиця Галицька площа (Хирів)
Вулиця Галицька площа - вулиця в центрі міста Хирів 

## Розташування
вулиця розташовується в центральній частині міста та сполучає вулиці Стуса та Володимира Івасюка,неподалік цієї вулиці знаходиться головний вокзал міста Хирів

## Забудова
Забудова вулиці поєднується з новими будівлями та старовинними,по другу сторону вулиці Площі Галицької видніється костел та ратуша в якій розсташована міська рада

## Історія
Раніше вулиця мала назву Площа Ринок поблизу знаходилась ратуша яка є головним атрибутом Ринкової площі, після другої світової війни імовірно ратуша зазнала пошкоджень і ратушу розібрали однак вже в 2015 році ратушу відновили,від тодішніх старовинних будинків на Ринковій Площі мало що залишилось зараз там переважає новіша забудова ,пізніше вулицю перейменували на площу Галицьку таку ж назву носить і центральна площа міста біля якої розташована вулиця.